# Commerzbank Tower
Commerzbank Tower
A Commerzbank Tower é um arranha-céu com 259 metros (850 pés) de altura, edificado na cidade de Frankfurt, Alemanha, concluído em 1997 com 56 andares. Foi projetado pelo arquiteto inglês Norman Foster para ser a sede do Commerzbank. É o arranha-céu mais alto do país.